# Episodi di Pepper Anderson - Agente speciale (prima stagione)
Questa voce contiene trame, dettagli e crediti dei registi e degli sceneggiatori della prima stagione della serie televisiva Pepper Anderson - Agente speciale.
Negli Stati Uniti, la stagione andò in onda sulla NBC dal 13 settembre 1974 al 14 marzo 1975, posizionandosi al 15º posto nei rating Nielsen di fine anno con il 22,8% di penetrazione e con una media superiore ai 15 milioni di spettatori.
In Italia, la serie approdò su Rai 1 in prima visione il 15 aprile 1977. La Rai trasmise solo dieci episodi della stagione tra il 1977 e il 1979.
| nº | Titolo originale          | Titolo italiano       | Prima TV USA      | Prima TV Italia |
| -- | ------------------------- | --------------------- | ----------------- | --------------- |
| 1  | The End Game              | La banda di Las Vegas | 13 settembre 1974 | 15 aprile 1977  |
| 2  | The Beautiful Die Young   |                       | 20 settembre 1974 |                 |
| 3  | Warning: All Wives        |                       | 27 settembre 1974 |                 |
| 4  | Seven Eleven              | Volo 711              | 4 ottobre 1974    | 22 aprile 1977  |
| 5  | Anatomy of Two Rapes      |                       | 11 ottobre 1974   |                 |
| 6  | It's Only a Game          |                       | 25 ottobre 1974   |                 |
| 7  | Fish                      |                       | 01 novembre 1974  |                 |
| 8  | Flowers of Evil           |                       | 08 novembre 1974  |                 |
| 9  | The Stalking of Joey Marr | Una moglie per Joey   | 22 novembre 1974  | 13 maggio 1977  |
| 10 | Requiem for Bored Wives   |                       | 29 novembre 1974  |                 |
| 11 | Smack                     | Gioco pesante         | 6 dicembre 1974   | 6 maggio 1977   |
| 12 | The Cradle Robbers        |                       | 13 dicembre 1974  |                 |
| 13 | Shoefly                   |                       | 20 dicembre 1974  |                 |
| 14 | Target Black              |                       | 03 gennaio 1975   |                 |
| 15 | Sidewinder                | I mercenari           | 17 gennaio 1975   | 2 maggio 1979   |
| 16 | Blast                     | Gioco d'astuzia       | 25 gennaio 1975   | 23 maggio 1979  |
| 17 | No Place to Hide          | Gente senza passato   | 31 gennaio 1975   | 6 giugno 1979   |
| 18 | Nothing Left to Lose      |                       | 14 febbraio 1975  |                 |
| 19 | The Company               | Il signor Angelo      | 21 febbraio 1975  | 13 giugno 1979  |
| 20 | Ice                       | Diamanti              | 28 febbraio 1975  | 9 maggio 1979   |
| 21 | Bloody Nose               | Il vicino             | 07 marzo 1975     | 20 giugno 1979  |
| 22 | The Loner                 |                       | 14 marzo 1975     |                 |

## La banda di Las Vegas
- Titolo originale: The End Game
- Diretto da: Alvin Ganzer
- Scritto da: Mark Rodgers

### Trama
"Può darsi che un giorno sarò capace anch'io di trovare normale tutto questo!”
La squadra di Pepper deve indagare su una banda di criminali (tre uomini e due donne di cui una di colore) che rapina banche. Nell'ultima rapina è stata uccisa una donna ed un'altra è stata presa in ostaggio, violentata e poi abbandonata per strada. Con ogni probabilità i delinquenti vengono da Las Vegas: in Nevada qualche tempo prima è stata segnalata una rapina con le medesime modalità. Pepper si fa assumere in banca come impiegata per tentare di sventare un nuovo colpo.

## The Beautiful Die Young
- Diretto da: Barry Shear
- Scritto da: Douglas Benton

### Trama
"Accidenti questa non è una fattoria, è un allevamento di galline!”
La denuncia di una madre preoccupata spinge la polizia ad indagare sulla Modeling Agency Classic, il cui titolare è Ted Adrian, già con precedenti nel campo della prostituzione. Pepper e Crowley contattano una giovane recluta affinché si introduca nel giro sotto copertura. C'è in ballo il business del cinema porno e un grosso traffico di giovani ragazze verso l'estero. Un'adolescente ha già perso la vita, barbaramente uccisa.